# Grand Prix Formule 1 van Argentinië 1978
De Grand Prix Formule 1 van Argentinië 1978 werd gehouden op 15 januari 1978 op het Autódromo Oscar Alfredo Gálvez bij Buenos Aires.

## Verslag
Mario Andretti leidde de race van start tot finish  en zijn positie werd enkel bedreigd door John Watson die in de beginfase aan kon dringen bij de Amerikaan.  Watson moest echter opgeven met koelingsproblemen.  
Niki Lauda werd tweede, waarbij hij de Tyrrell van Patrick Depailler net achter zich wist te houden.

## Uitslag
| Positie | Nr | Rijder             | Team               | Ronden | Tijd/Opgave    | Startplaats | Punten |
| ------- | -- | ------------------ | ------------------ | ------ | -------------- | ----------- | ------ |
| 1       | 5  | Mario Andretti     | Lotus-Ford         | 52     | 1:37:04.47     | 1           | 9      |
| 2       | 1  | Niki Lauda         | Brabham-Alfa Romeo | 52     | +13,21 s       | 5           | 6      |
| 3       | 4  | Patrick Depailler  | Tyrrell-Ford       | 52     | +13,64 s       | 10          | 4      |
| 4       | 7  | James Hunt         | McLaren-Ford       | 52     | +16,05 s       | 6           | 3      |
| 5       | 6  | Ronnie Peterson    | Lotus-Ford         | 52     | +1:14.85       | 3           | 2      |
| 6       | 8  | Patrick Tambay     | McLaren-Ford       | 52     | +1:19.90       | 9           | 1      |
| 7       | 11 | Carlos Reutemann   | Ferrari            | 52     | +1:22.60       | 2           |        |
| 8       | 12 | Gilles Villeneuve  | Ferrari            | 52     | +1:38.88       | 7           |        |
| 9       | 14 | Emerson Fittipaldi | Fittpaldi-Ford     | 52     | +1:40.60       | 17          |        |
| 10      | 20 | Jody Scheckter     | Wolf-Ford          | 52     | +1:43.50       | 15          |        |
| 11      | 9  | Jochen Mass        | ATS-Ford           | 52     | +1:49.07       | 13          |        |
| 12      | 10 | Jean-Pierre Jarier | ATS-Ford           | 51     | +1 Ronde       | 11          |        |
| 13      | 30 | Brett Lunger       | McLaren-Ford       | 51     | +1 Ronde       | 24          |        |
| 14      | 3  | Didier Pironi      | Tyrrell-Ford       | 51     | +1 Ronde       | 23          |        |
| 15      | 17 | Clay Regazzoni     | Shadow-Ford        | 51     | Benzineleiding | 16          |        |
| 16      | 26 | Jacques Laffite    | Ligier-Matra       | 50     | Motor          | 8           |        |
| 17      | 16 | Hans Joachim Stuck | Shadow-Ford        | 50     | +2 Rondes      | 18          |        |
| 18      | 19 | Vittorio Brambilla | Surtees-Ford       | 50     | +2 Rondes      | 12          |        |
| NF      | 2  | John Watson        | Brabham-Alfa Romeo | 41     | Motor          | 4           |        |
| NF      | 27 | Alan Jones         | Williams-Ford      | 36     | Benzinesysteem | 14          |        |
| NF      | 22 | Danny Ongais       | Ensign-Ford        | 35     | Distributie    | 21          |        |
| NF      | 23 | Lamberto Leoni     | Ensign-Ford        | 28     | Motor          | 22          |        |
| NF      | 37 | Arturo Merzario    | Merzario-Ford      | 9      | Differentieel  | 20          |        |
| NF      | 18 | Rupert Keegan      | Surtees-Ford       | 4      | Oververhitting | 19          |        |
| NQ      | 25 | Héctor Rebaque     | Lotus-Ford         |        |                |             |        |
| NQ      | 32 | Eddie Cheever      | Theodore-Ford      |        |                |             |        |
| NQ      | 24 | Divina Galica      | Hesketh-Ford       |        |                |             |        |

## Statistieken
| Pole-position | Mario Andretti    | Lotus-Ford | 1:47.75 |
| Snelste ronde | Gilles Villeneuve | Ferrari    | 1:49.76 |

## Noot
- Dit was het debuut van de Amerikaanse coureur Eddie Cheever en de Franse coureur (en toekomstig Grand Prix-winnaar) Didier Pironi.
- Honderdste Grand Prix-start voor Emerson Fittipaldi. Hiermee was Fittipaldi de tiende coureur die minstens 100 races had gereden.
- Tiende pole position voor Mario Andretti.
- Eerste snelste ronde voor Gilles Villeneuve en voor een Canadese coureur.
- Dit was de eerste keer sinds de Grote Prijs van Zuid-Afrika van 1971 dat Mario Andretti de leider van het kampioenschap was geweest en daarmee vestigde hij een nieuw record. Dit was de grootste tijdspanne - 100 Grands Prix - tussen de twee momenten dat hij leider van het wereldkampioenschap was. Hij verbrak het oude record van Jack Brabham die tussen de Grote Prijs van Portugal van 1960 en de Grote Prijs van Frankrijk van 1966 - 52 Grands Prix - niet de leider van het klassement was geweest.
- Mario Andretti bezat eveneens het record voor de grootste tijdspanne tussen twee pole positions (108), tussen twee snelste rondes (56), tussen twee Grand Prix-winsten (82) en tussen twee podiumplaatsen (78). Dit had voornamelijk te maken met het feit dat hij ook veel actief was in de Amerikaanse motorsportklasse en zich niet altijd op Formule 1 richtte.

1953 · 1954 · 1955 · 1956 · 1957 · 1958 · 1960 · 1971 · 1972 · 1973 · 1974 · 1975 · 1977 · 1978 · 1979 · 1980 · 1981 · 1995 · 1996 · 1997 · 1998